# Sania Mirza
Sania Mirza (Bombay, 15 novembre 1986) è un'ex tennista indiana.
Considerata la più forte tennista indiana di sempre, in carriera ha vinto un torneo WTA in singolare, raggiungendo anche la posizione nº 27 in classifica nell'agosto 2007.
Ottima doppista, è stata la prima tennista indiana a raggiungere la posizione nº1 in classifica mondiale di doppio, specialità nella quale ha vinto in tutto 40 tornei WTA, tra cui spiccano Australian Open, Wimbledon e gli US Open in coppia con Martina Hingis, compreso il Masters di fine anno nel 2014 in coppia con Cara Black e nel 2015 insieme alla Hingis. Si è inoltre aggiudicata tre tornei del Grande Slam in doppio misto.

## Biografia
Figlia del giornalista sportivo Imran Mirza, è cresciuta a Hyderabad, cominciando a giocare a tennis all'età di sei anni; è stata seguita dal papà fino a diventare professionista nel 2003. 
Il 21 febbraio 2023 si è ritirata dal tennis professionistico dopo la sconfitta al primo turno di doppio del WTA 1000 di Dubai, in coppia con Madison Keys.

## Carriera

### 2003
Nell'aprile 2003 Sania Mirza debutta nella squadra indiana di Federation Cup, vincendo tutti i tre singolari; lo stesso anno vince il torneo di doppio femminile di Wimbledon a livello junior, in coppia con la russa Alisa Klejbanova.

### 2005
Sania Mirza diventa la più forte giocatrice di tennis femminile proveniente dall'India, avendo raggiunto il 27º posto nella classifica mondiale di singolare, ed il 18º in quella di doppio, questo grazie anche al fatto di essere stata la prima donna indiana a partecipare a tornei del Grande Slam, raggiungendo nel 2005 il terzo turno all'Australian Open (sconfitta da Serena Williams), e gli ottavi di finale agli US Open, oltre ad essere la prima indiana a vincere un titolo WTA (quindi il primo della sua carriera), aggiudicandosi il torneo di Hyderabad.

### 2006
Nel 2006 sconfigge tre delle prime dieci tenniste del mondo: Svetlana Kuznecova, Nadia Petrova e Martina Hingis, mentre in occasione dei Giochi Asiatici di Doha vince l'argento come singolarista e l'oro in doppio, assieme a Leander Paes.

### 2007
Sania Mirza raggiunge l'apice del successo nel 2007, grazie all'ottavo posto agli US Open Series, raggiungendo la finale di singolare Bank of the West Classic e vincendo il doppio, assieme a Shahar Peer nel medesimo torneo. Raggiunge inoltre i quarti di finale al torneo Acura Classics, inserito nel calendario WTA come uno dei principali appuntamenti professionistici. Agli US Open perde al terzo turno da Anna Čakvetadze come singolarista, ma raggiunge i quarti nel doppio misto, in coppia con Mahesh Bhupathi, e nel doppio femminile, in coppia con Bethanie Mattek, battendo la coppia nº 2 in classifica, composta da Lisa Raymond e Samantha Stosur.

### 2008
Ha rappresentato l'India ai Giochi olimpici del 2008, dove tuttavia è stata costretta al ritiro per infortunio al primo turno. Nel circuito regolare, il 2008 l'ha vista approdare ai quarti di finale al torneo di Hobart, dove è stata sconfitta da Flavia Pennetta; al terzo turno dell'Australian Open, sconfitta da Venus Williams, mentre nel doppio misto dello stesso torneo ha raggiunto la finale, in coppia con Mahesh Bhupathi. Ad Indian Wells ha sconfitto la nº 9 del ranking Shahar Pe'er, perdendo poi contro la nº 5 Daniela Hantuchová; nel torneo di Wimbledon ha perso contro la Martinez Sanchez, proveniente dalle qualificazioni, al sedicesimo gioco del terzo set.

### 2009
Nel 2009 vince il torneo di doppio misto dell'Australian Open, ancora in coppia con Mahesh Bhupathi, e raggiunge la finale nel torneo di Pattaya, sconfitta da Vera Zvonarëva.

### 2015
L'11 luglio 2015 in coppia con Martina Hingis conquista a Wimbledon il suo primo Slam di doppio femminile (dopo i tre conquistati nel doppio misto), battendo in finale la coppia russa Makarova/Vesnina con il punteggio di 5-7 7–6(4) 7-5. In quest'occasione gli ultimi due giochi della partita si giocano dopo una pausa di circa venti minuti, resasi necessaria causa oscurità per chiudere il tetto del Campo Centrale e usufruire delle luci artificiali dello stesso.

## Vita privata
Di religione islamica, è sposata dal 2010 col pakistano Shoaib Malik, un giocatore di cricket. Nel novembre 2018 ha messo al mondo un maschio.

## Statistiche

### Singolare

#### Vittorie (1)
| Legenda              |
| -------------------- |
| Grande Slam (0)      |
| Ori Olimpici (0)     |
| WTA Finals (0)       |
| WTA Elite Trophy (0) |
| Prima del 2009       |
| Tier I (0)           |
| Tier II (0)          |
| Tier III (0)         |
| Tier IV (1)          |
| Tier V (0)           |

| N. | Data             | Torneo                    | Superficie | Avversaria in finale | Punteggio     |
| 1. | 12 febbraio 2005 | Bangalore Open, Hyderabad | Cemento    | Al'ona Bondarenko    | 6-4, 5-7, 6-3 |

#### Sconfitte (3)
| Legenda              | Legenda               |
| -------------------- | --------------------- |
| Grande Slam (0)      |                       |
| Argenti Olimpici (0) |                       |
| WTA Finals (0)       |                       |
| WTA Elite Trophy (0) |                       |
| Prima del 2009       | Dal 2009 al 2020      |
| Tier I (0)           | Premier Mandatory (0) |
| Tier II (1)          | Premier 5 (0)         |
| Tier III (0)         | Premier (0)           |
| Tier IV (1)          | International (1)     |
| Tier V (0)           | International (1)     |

| N. | Data             | Torneo                                    | Superficie | Avversaria in finale | Punteggio     |
| 1. | 20 agosto 2005   | Forest Hills Tennis Classic, Forest Hills | Cemento    | Lucie Šafářová       | 6-3, 5-7, 4-6 |
| 2. | 29 luglio 2007   | Bank of the West Classic, Stanford        | Cemento    | Anna Čakvetadze      | 3-6, 2-6      |
| 3. | 15 febbraio 2009 | PTT Pattaya Open, Pattaya                 | Cemento    | Vera Zvonarëva       | 5-7, 1-6      |

### Doppio

#### Vittorie (43)
| Legenda              | Legenda               | Legenda      |
| -------------------- | --------------------- | ------------ |
| Grande Slam (3)      |                       |              |
| Ori Olimpici (0)     |                       |              |
| WTA Finals (2)       |                       |              |
| WTA Elite Trophy (0) |                       |              |
| Prima del 2009       | Dal 2009 al 2020      | Dal 2021     |
| Tier I (0)           | Premier Mandatory (5) | WTA 1000 (0) |
| Tier II (3)          | Premier 5 (4)         | WTA 1000 (0) |
| Tier III (1)         | Premier (14)          | WTA 500 (1)  |
| Tier IV (3)          | International (7)     | WTA 250 (0)  |
| Tier V (0)           | International (7)     | WTA 250 (0)  |

| N.  | Data              | Torneo                                        | Superficie     | Compagna              | Avversarie in finale                         | Punteggio           |
| 1.  | 22 febbraio 2004  | Bangalore Open, Bangalore                     | Cemento        | Liezel Huber          | Li Ting Sun Tiantian                         | 7-6(1), 6-4         |
| 2.  | 19 febbraio 2006  | Bangalore Open, Bangalore (2)                 | Cemento        | Liezel Huber          | Elena Vesnina Anastasija Rodionova           | 6-3, 6-3            |
| 3.  | 24 settembre 2006 | Sunfeast Open, Kolkata                        | Cemento indoor | Liezel Huber          | Julija Bejhel'zymer Juliana Fedak            | 6-4, 6-0            |
| 4.  | 20 maggio 2007    | Grand Prix SAR La Princesse Lalla Meryem, Fès | Terra rossa    | Vania King            | Andreea Ehritt-Vanc Anastasija Rodionova     | 6-1, 6-2            |
| 5.  | 22 luglio 2007    | Western & Southern Open, Cincinnati           | Cemento        | Bethanie Mattek-Sands | Alina Židkova Tat'jana Puček                 | 7-6(4), 7-5         |
| 6.  | 29 luglio 2007    | Bank of the West Classic, Stanford            | Cemento        | Shahar Peer           | Viktoryja Azaranka Anna Čakvetadze           | 6-4, 7-6(5)         |
| 7.  | 25 agosto 2007    | New Haven Open at Yale, New Haven             | Cemento        | Mara Santangelo       | Liezel Huber Cara Black                      | 6-1, 6-2            |
| 8.  | 12 aprile 2009    | MPS Group Championships, Ponte Vedra Beach    | Terra verde    | Chuang Chia-jung      | Květa Peschke Lisa Raymond                   | 6-3, 4-6, [10-7]    |
| 9.  | 19 settembre 2010 | Guangzhou International Women's Open, Canton  | Cemento        | Edina Gallovits       | Han Xinyun Liu Wanting                       | 7-5, 6-3            |
| 10. | 19 marzo 2011     | BNP Paribas Open, Indian Wells                | Cemento        | Elena Vesnina         | Bethanie Mattek-Sands Meghann Shaughnessy    | 6-0, 7-5            |
| 11. | 10 aprile 2011    | Family Circle Cup, Charleston                 | Terra verde    | Elena Vesnina         | Bethanie Mattek-Sands Meghann Shaughnessy    | 6-4, 6-4            |
| 12. | 31 luglio 2011    | Citi Open, Washington                         | Cemento        | Jaroslava Švedova     | Vol'ha Havarcova Alla Kudrjavceva            | 6-3, 6-3            |
| 13. | 12 febbraio 2012  | PTT Pattaya Open, Pattaya                     | Cemento        | Anastasija Rodionova  | Chan Hao-ching Chan Yung-jan                 | 3-6, 6-1, [10-8]    |
| 14. | 26 maggio 2012    | Brussels Open, Bruxelles                      | Terra rossa    | Bethanie Mattek-Sands | Alicja Rosolska Zheng Jie                    | 6-3, 6-2            |
| 15. | 5 gennaio 2013    | Brisbane International, Brisbane              | Cemento        | Bethanie Mattek-Sands | Anna-Lena Grönefeld Květa Peschke            | 4-6, 6-4, [10-7]    |
| 16. | 24 febbraio 2013  | Dubai Tennis Championships, Dubai             | Cemento        | Bethanie Mattek-Sands | Nadia Petrova Katarina Srebotnik             | 6-4, 2-6, [10-7]    |
| 17. | 24 agosto 2013    | New Haven Open at Yale, New Haven (2)         | Cemento        | Zheng Jie             | Anabel Medina Garrigues Katarina Srebotnik   | 6-3, 6-4            |
| 18. | 28 settembre 2013 | Toray Pan Pacific Open, Tokyo                 | Cemento        | Cara Black            | Chan Hao-ching Liezel Huber                  | 4-6, 6-0, [11-9]    |
| 19. | 6 ottobre 2013    | China Open, Pechino                           | Cemento        | Cara Black            | Vera Duševina Arantxa Parra Santonja         | 6-2, 6-2            |
| 20. | 3 maggio 2014     | Portugal Open, Oeiras                         | Terra rossa    | Cara Black            | Eva Hrdinová Valerija Solov'ëva              | 6-4, 6-3            |
| 21. | 20 settembre 2014 | Toray Pan Pacific Open, Tokyo (2)             | Cemento        | Cara Black            | Garbiñe Muguruza Blanco Carla Suárez Navarro | 6-2, 7-5            |
| 22. | 26 ottobre 2014   | WTA Finals, Singapore                         | Cemento indoor | Cara Black            | Peng Shuai Hsieh Su-wei                      | 6-1, 6-0            |
| 23. | 16 gennaio 2015   | Apia International Sydney, Sydney             | Cemento        | Bethanie Mattek-Sands | Raquel Kops-Jones Abigail Spears             | 6-3, 6-3            |
| 24. | 21 marzo 2015     | BNP Paribas Open, Indian Wells (2)            | Cemento        | Martina Hingis        | Ekaterina Makarova Elena Vesnina             | 6-3, 6-4            |
| 25. | 4 aprile 2015     | Miami Open, Miami                             | Cemento        | Martina Hingis        | Ekaterina Makarova Elena Vesnina             | 7-5, 6-1            |
| 26. | 12 aprile 2015    | Family Circle Cup, Charleston                 | Terra verde    | Martina Hingis        | Casey Dellacqua Darija Jurak                 | 6-0, 6-4            |
| 27. | 11 luglio 2015    | Torneo di Wimbledon, Londra                   | Erba           | Martina Hingis        | Ekaterina Makarova Elena Vesnina             | 5-7, 7-6(4), 7-5    |
| 28. | 13 settembre 2015 | US Open, New York                             | Cemento        | Martina Hingis        | Casey Dellacqua Jaroslava Švedova            | 6-3, 6-3            |
| 29. | 26 settembre 2015 | Guangzhou International Women's Open, Canton  | Cemento        | Martina Hingis        | Xu Shilin You Xiaodi                         | 6-3, 6-1            |
| 30. | 3 ottobre 2015    | Wuhan Open, Wuhan                             | Cemento        | Martina Hingis        | Irina-Camelia Begu Monica Niculescu          | 6-2, 6-3            |
| 31. | 10 ottobre 2015   | China Open, Pechino (2)                       | Cemento        | Martina Hingis        | Chan Hao-ching Chan Yung-jan                 | 6(9)-7, 6-1, [10-8] |
| 32. | 1º novembre 2015  | WTA Finals, Singapore (2)                     | Cemento indoor | Martina Hingis        | Garbiñe Muguruza Carla Suárez Navarro        | 6-0, 6-3            |
| 33. | 9 gennaio 2016    | Brisbane International, Brisbane (2)          | Cemento        | Martina Hingis        | Angelique Kerber Andrea Petković             | 7-5, 6-1            |
| 34. | 15 gennaio 2016   | Apia International Sydney, Sydney (2)         | Cemento        | Martina Hingis        | Caroline Garcia Kristina Mladenovic          | 1-6, 7-5, [10-5]    |
| 35. | 29 gennaio 2016   | Australian Open, Melbourne                    | Cemento        | Martina Hingis        | Andrea Hlaváčková Lucie Hradecká             | 7–6(1), 6-3         |
| 36. | 14 febbraio 2016  | St. Petersburg Ladies Trophy, San Pietroburgo | Cemento indoor | Martina Hingis        | Vera Duševina Barbora Krejčíková             | 6-3, 6-1            |
| 37. | 15 maggio 2016    | Internazionali BNL d'Italia, Roma             | Terra rossa    | Martina Hingis        | Ekaterina Makarova Elena Vesnina             | 6-1, 6(5)–7, [10-3] |
| 38. | 21 agosto 2016    | Western & Southern Open, Cincinnati (2)       | Cemento        | Barbora Strýcová      | Martina Hingis Coco Vandeweghe               | 7-5, 6-4            |
| 39. | 27 agosto 2016    | Connecticut Open, New Haven (3)               | Cemento        | Monica Niculescu      | Kateryna Bondarenko Chuang Chia-jung         | 7-5, 6-4            |
| 40. | 24 settembre 2016 | Toray Pan Pacific Open, Tokyo (3)             | Cemento        | Barbora Strýcová      | Liang Chen Yang Zhaoxuan                     | 6-1, 6-1            |
| 41. | 7 gennaio 2017    | Brisbane International, Brisbane (3)          | Cemento        | Bethanie Mattek-Sands | Ekaterina Makarova Elena Vesnina             | 6-2, 6-3            |
| 42. | 18 gennaio 2020   | Moorilla Hobart International, Hobart         | Cemento        | Nadežda Kičenok       | Peng Shuai Zhang Shuai                       | 6-4, 6-4            |
| 43. | 26 settembre 2021 | J&T Banka Ostrava Open, Ostrava               | Cemento (i)    | Zhang Shuai           | Kaitlyn Christian Erin Routliffe             | 6-3, 6-2            |

#### Sconfitte (23)
| Legenda              | Legenda               | Legenda      |
| -------------------- | --------------------- | ------------ |
| Grande Slam (1)      |                       |              |
| Argenti Olimpici (0) |                       |              |
| WTA Finals (0)       |                       |              |
| WTA Elite Trophy (0) |                       |              |
| Prima del 2009       | Dal 2009 al 2020      | Dal 2021     |
| Tier I (1)           | Premier Mandatory (6) | WTA 1000 (0) |
| Tier II (1)          | Premier 5 (3)         | WTA 1000 (0) |
| Tier III (2)         | Premier (6)           | WTA 500 (1)  |
| Tier IV (0)          | International (0)     | WTA 250 (2)  |
| Tier V (0)           | International (0)     | WTA 250 (2)  |

| N.  | Data             | Torneo                                   | Superficie         | Compagno               | Avversarie in finale                   | Punteggio        |
| 1.  | 9 aprile 2006    | MPS Group Championships, Amelia Island   | Terra verde        | Liezel Huber           | Shinobu Asagoe Katarina Srebotnik      | 2-6, 4-6         |
| 2.  | 27 maggio 2006   | Istanbul Cup, Istanbul                   | Terra rossa        | Alicia Molik           | Al'ona Bondarenko Nastas'sja Jakimava  | 2-6, 4-6         |
| 3.  | 23 luglio 2006   | Western & Southern Open, Cincinnati      | Cemento            | Marta Domachowska      | Maria Elena Camerin Gisela Dulko       | 4-6, 6-3, 2-6    |
| 4.  | 26 maggio 2007   | Istanbul Cup, Istanbul (2)               | Terra rossa        | Chan Yung-jan          | Agnieszka Radwańska Urszula Radwańska  | 1-6, 3-6         |
| 5.  | 3 luglio 2011    | Open di Francia, Francia                 | Terra rossa        | Elena Vesnina          | Andrea Hlaváčková Lucie Hradecká       | 4-6, 3-6         |
| 6.  | 25 febbraio 2012 | Dubai Tennis Championships, Dubai        | Cemento            | Elena Vesnina          | Liezel Huber Lisa Raymond              | 2-6, 1-6         |
| 7.  | 17 marzo 2012    | BNP Paribas Open, Indian Wells           | Cemento            | Elena Vesnina          | Liezel Huber Lisa Raymond              | 2-6, 3-6         |
| 8.  | 6 ottobre 2012   | China Open, Pechino                      | Cemento            | Nuria Llagostera Vives | Ekaterina Makarova Elena Vesnina       | 5-7, 5-7         |
| 9.  | 28 aprile 2013   | Porsche Tennis Grand Prix, Stoccarda     | Terra rossa indoor | Bethanie Mattek-Sands  | Mona Barthel Sabine Lisicki            | 4-6, 5-7         |
| 10. | 15 marzo 2014    | BNP Paribas Open, Indian Wells (2)       | Cemento            | Cara Black             | Hsieh Su-wei Peng Shuai                | 6(5)-7, 2-6      |
| 11. | 27 aprile 2014   | Porsche Tennis Grand Prix, Stoccarda (2) | Terra rossa indoor | Cara Black             | Sara Errani Roberta Vinci              | 2-6, 3-6         |
| 12. | 10 agosto 2014   | Rogers Cup, Montréal                     | Cemento            | Cara Black             | Sara Errani Roberta Vinci              | 6(4)-7, 3-6      |
| 13. | 4 ottobre 2014   | China Open, Pechino (2)                  | Cemento            | Cara Black             | Andrea Hlaváčková Peng Shuai           | 4-6, 4-6         |
| 14. | 28 febbraio 2015 | Qatar Ladies Open, Doha                  | Cemento            | Hsieh Su-wei           | Raquel Kops-Jones Abigail Spears       | 4-6, 4-6         |
| 15. | 17 maggio 2015   | Internazionali BNL d'Italia, Roma        | Terra rossa        | Martina Hingis         | Tímea Babos Kristina Mladenovic        | 4-6, 3-6         |
| 16. | 24 aprile 2016   | Porsche Tennis Grand Prix, Stoccarda (3) | Terra rossa indoor | Martina Hingis         | Caroline Garcia Kristina Mladenovic    | 6-2, 1-6, [6-10] |
| 17. | 7 maggio 2016    | Mutua Madrid Open, Madrid                | Terra rossa        | Martina Hingis         | Caroline Garcia Kristina Mladenovic    | 4-6, 4-6         |
| 18. | 1º ottobre 2016  | Dongfeng Motor Wuhan Open, Wuhan         | Cemento            | Barbora Strýcová       | Bethanie Mattek-Sands Lucie Šafářová   | 1-6, 4-6         |
| 19. | 13 gennaio 2017  | Apia International Sydney, Sydney        | Cemento            | Barbora Strýcová       | Tímea Babos Anastasija Pavljučenkova   | 4-6, 4-6         |
| 20. | 2 aprile 2017    | Miami Open, Miami                        | Cemento            | Barbora Strýcová       | Gabriela Dabrowski Xu Yifan            | 4-6, 3-6         |
| 21. | 28 agosto 2021   | Tennis in the Land, Cleveland            | Cemento            | Christina McHale       | Shūko Aoyama Ena Shibahara             | 5-7, 3-6         |
| 22. | 10 aprile 2022   | Credit One Charleston Open, Charleston   | Terra verde        | Lucie Hradecká         | Andreja Klepač Magda Linette           | 2-6, 6-4, [7-10] |
| 23. | 21 maggio 2022   | Internationaux de Strasbourg, Strasburgo | Terra rossa        | Lucie Hradecká         | Nicole Melichar-Martinez Daria Saville | 7-5, 5-7, [6-10] |

### Doppio misto

#### Vittorie (3)
| Legenda                 |
| ----------------------- |
| Australian Open (1)     |
| Open di Francia (1)     |
| Torneo di Wimbledon (0) |
| US Open (1)             |
| Ori Olimpici (0)        |

| N. | Anno             | Torneo                     | Superficie  | Compagno        | Avversari in finale                    | Punteggio        |
| 1. | 1º febbraio 2009 | Australian Open, Melbourne | Cemento     | Mahesh Bhupathi | Nathalie Dechy Andy Ram                | 6-3, 6-1         |
| 2. | 8 giugno 2012    | Open di Francia, Parigi    | Terra rossa | Mahesh Bhupathi | Klaudia Jans-Ignacik Santiago González | 7-6(3), 6-1      |
| 3. | 5 settembre 2014 | US Open, New York          | Cemento     | Bruno Soares    | Abigail Spears Santiago González       | 6-1, 2-6, [11-9] |

#### Sconfitte (5)
| Legenda                 |
| ----------------------- |
| Australian Open (4)     |
| Open di Francia (1)     |
| Torneo di Wimbledon (0) |
| US Open (0)             |
| Argenti Olimpici (0)    |

| N. | Anno            | Torneo                                      | Superficie  | Compagno        | Avversari in finale                 | Punteggio        |
| 1. | 27 gennaio 2008 | Australian Open, Melbourne                  | Cemento     | Mahesh Bhupathi | Sun Tiantian Nenad Zimonjić         | 6(4)-7, 4-6      |
| 2. | 26 gennaio 2014 | Australian Open, Melbourne (2)              | Cemento     | Horia Tecău     | Kristina Mladenovic Daniel Nestor   | 3-6, 2-6         |
| 3. | 3 giugno 2016   | Open di Francia, Parigi                     | Terra rossa | Ivan Dodig      | Martina Hingis Leander Paes         | 6-4, 4-6, [8-10] |
|    | 14 agosto 2016  | 4º posto ai Giochi Olimpici, Rio de Janeiro | Cemento     | Rohan Bopanna   | Lucie Hradecká Radek Štěpánek       | 1-6, 5-7         |
| 4. | 29 gennaio 2017 | Australian Open, Melbourne (3)              | Cemento     | Ivan Dodig      | Abigail Spears Juan Sebastián Cabal | 2-6, 4-6         |
| 5. | 27 gennaio 2023 | Australian Open, Melbourne (4)              | Cemento     | Rohan Bopanna   | Luisa Stefani Rafael Matos          | 6(2)-7, 2-6      |

## Risultati in progressione
| Sigla | Risultato               |
| ----- | ----------------------- |
| V     | Vincitore               |
| F     | Finalista               |
| SF    | Semifinalista           |
| O     | Oro olimpico            |
| A     | Argento olimpico        |
| SF    | Bronzo olimpico         |
| QF    | Quarti di Finale        |
| 4T    | Quarto turno            |
| 3T    | Terzo turno             |
| 2T    | Secondo turno           |
| 1T    | Primo turno             |
| RR    | Round Robin             |
| LQ    | Turno di qualificazione |
| A     | Assente                 |
| ND    | Non disputato           |

| Legenda superfici    |
| -------------------- |
| Cemento              |
| Terra battuta        |
| Erba                 |
| Superficie variabile |

### Singolare nei tornei del Grande Slam
| Torneo          | 2005 | 2006 | 2007 | 2008 | 2009 | 2010 | 2011 | 2012 | V–S   |
| --------------- | ---- | ---- | ---- | ---- | ---- | ---- | ---- | ---- | ----- |
| Australian Open | 3T   | 2T   | 2T   | 3T   | 2T   | 1T   | 1T   | 1T   | 7-8   |
| Open di Francia | 1T   | 1T   | 2T   | A    | 1T   | A    | 2T   | A    | 2-5   |
| Wimbledon       | 2T   | 1T   | 2T   | 2T   | 2T   | 1T   | 1T   | A    | 4-7   |
| US Open         | 4T   | 2T   | 3T   | A    | 2T   | 2T   | 1T   | A    | 8-6   |
| Totale          | 6-4  | 2-4  | 5-4  | 3-2  | 3-4  | 1-3  | 1-4  | 0-1  | 21-26 |

### Doppio nei tornei del Grande Slam
| Torneo                    | 2003          | 2004          | 2005            | 2006            | 2007            | 2008            | 2009            | 2010            | 2011            | 2012            | 2013            | 2014          | 2015          | 2016  | 2017            | ...             | 2020            | 2021            | 2022            | 2023            | Titoli      | V–S         |
| ------------------------- | ------------- | ------------- | --------------- | --------------- | --------------- | --------------- | --------------- | --------------- | --------------- | --------------- | --------------- | ------------- | ------------- | ----- | --------------- | --------------- | --------------- | --------------- | --------------- | --------------- | ----------- | ----------- |
| Tornei del Grande Slam    |               |               |                 |                 |                 |                 |                 |                 |                 |                 |                 |               |               |       |                 |                 |                 |                 |                 |                 |             |             |
| Australian Open           | Assente       | Assente       | Assente         | 1T              | 3T              | 3T              | 1T              | 3T              | 1T              | SF              | 1T              | QF            | 2T            | V     | 2T              |                 | 1T              | A               | 1T              | 2T              | 1 / 15      | 23–14       |
| Open di Francia           | Assente       | Assente       | 2T              | 3T              | 1T              | 2T              | A               | A               | F               | 1T              | 3T              | QF            | QF            | 3T    | A               |                 | A               | A               | 3T              | A               | 0 / 12      | 21–12       |
| Wimbledon                 | Assente       | Assente       | 1T              | 2T              | 3T              | QF              | 2T              | 2T              | SF              | 3T              | 3T              | 2T            | V             | QF    | A               |                 | A               | 2T              | 1T              | A               | 1 / 15      | 29–14       |
| US Open                   | Assente       | Assente       | 1T              | 3T              | QF              | A               | 2T              | 1T              | 3T              | 3T              | SF              | SF            | V             | QF    | SF              |                 | A               | 1T              | A               | A               | 1 / 13      | 31–12       |
| Vittorie-sconfitte        | 0–0           | 0–0           | 1–3             | 5–4             | 7–4             | 6–3             | 2–3             | 3–3             | 11–4            | 8–4             | 8–4             | 11–4          | 16–2          | 14–3  | 5–2             |                 | 0–1             | 1–2             | 2–3             | 1–1             | 3 / 55      | 104–52      |
| Giochi Olimpici           |               |               |                 |                 |                 |                 |                 |                 |                 |                 |                 |               |               |       |                 |                 |                 |                 |                 |                 |             |             |
| Giochi olimpici estivi    | ND            | A             | Non disputato   | Non disputato   | Non disputato   | 2T              | Non disputato   | Non disputato   | Non disputato   | 1T              | Non disputato   | Non disputato | Non disputato | 1T    | Non disputato   | Non disputato   | Non disputato   | 1T              | ND              | ND              | 0 / 4       | 1–4         |
| Tornei di fine anno       |               |               |                 |                 |                 |                 |                 |                 |                 |                 |                 |               |               |       |                 |                 |                 |                 |                 |                 |             |             |
| WTA Finals                | A             | A             | Non qualificata | Non qualificata | Non qualificata | Non qualificata | Non qualificata | Non qualificata | Non qualificata | Non qualificata | Non qualificata | V             | V             | SF    | Non qualificata | Non qualificata | Non qualificata | Non qualificata | Non qualificata | Non qualificata | 2 / 3       | 9–1         |
| WTA 1000                  |               |               |                 |                 |                 |                 |                 |                 |                 |                 |                 |               |               |       |                 |                 |                 |                 |                 |                 |             |             |
| Dubai/Doha                | Tier II       | Tier II       | Tier II         | Tier II         | Tier II         | A               | 2T              | 1T              | QF              | 2T              | 1T              | QF            | 2T            | QF    | SF              |                 | 1T              | 2T              | SF              | 1T              | 0 / 6       | 6–5         |
| Indian Wells              | Assente       | Assente       | Assente         | QF              | A               | SF              | 1T              | A               | V               | F               | 1T              | F             | V             | 2T    | QF              |                 | ND              | 1T              | 2T              | A               | 1 / 10      | 26–10       |
| Miami                     | Assente       | Assente       | Assente         | QF              | A               | A               | SF              | A               | 2T              | 1T              | QF              | SF            | V             | 2T    | F               |                 | ND              | A               | QF              | A               | 1 / 8       | 21–8        |
| Madrid                    | Non disputato | Non disputato | Non disputato   | Non disputato   | Non disputato   | Non disputato   | SF              | A               | QF              | 1T              | 1T              | QF            | QF            | F     | QF              |                 | ND              | A               | A               | A               | 0 / 8       | 13–8        |
| Roma                      | Assente       | Assente       | Assente         | Assente         | Assente         | Assente         | Assente         | Assente         | Assente         | 2T              | QF              | QF            | F             | V     | SF              |                 | A               | A               | SF              | A               | 1 / 5       | 12–4        |
| Montréal/Toronto          | Assente       | Assente       | Assente         | 1T              | A               | A               | A               | A               | 1T              | QF              | 2T              | F             | SF            | QF    | QF              |                 | ND              | A               | SF              | A               | 0 / 7       | 10–7        |
| Cincinnati                | ND            | Tier III      | Tier III        | Tier III        | Tier III        | Tier III        | 2T              | QF              | A               | 1T              | 1T              | 2T            | SF            | V     | SF              |                 | A               | 2T              | 2T              | A               | 1 / 7       | 11–6        |
| Tokyo/Wuhan               | Assente       | Assente       | Assente         | Assente         | Assente         | Assente         | Assente         | Assente         | Assente         | 1T              | V               | A             | V             | F     | SF              |                 | Non disputato   | Non disputato   | Non disputato   | Non disputato   | 1 / 2       | 7–1         |
| Pechino                   | ND            | Tier II       | Tier II         | Tier II         | Tier II         | Tier II         | 1T              | A               | A               | F               | V               | F             | V             | 2T    | SF              |                 | Non disputato   | Non disputato   | Non disputato   | Non disputato   | 2 / 6       | 19–6        |
| Statistiche Carriera      | 2003          | 2004          | 2005            | 2006            | 2007            | 2008            | 2009            | 2010            | 2011            | 2012            | 2013            | 2014          | 2015          | 2016  | 2017            | ...             | 2020            | 2021            | 2022            | 2023            | Totale      | Totale      |
| Tornei giocati            | 1             | 1             | 10              | 18              | 16              | 9               | 16              | 10              | 17              | 26              | 21              | 22            | 22            | 23    | 21              |                 | 4               | 11              | 16              | 4               | 257         | 257         |
| Titoli vinti              | 0             | 1             | 0               | 2               | 4               | 0               | 1               | 1               | 3               | 2               | 5               | 3             | 10            | 8     | 1               |                 | 1               | 1               | 0               | 0               | 43          | 43          |
| Finali                    | 0             | 1             | 0               | 5               | 5               | 0               | 1               | 1               | 4               | 5               | 6               | 7             | 12            | 11    | 3               |                 | 1               | 2               | 2               | 0               | 66          | 66          |
| Vittorie-sconfitte totali | 1–1           | 4–0           | 10–9            | 31–16           | 32–11           | 11–9            | 19–15           | 12–9            | 34–14           | 35–24           | 43–16           | 47–19         | 65–12         | 58–15 | 37–18           |                 | 5–3             | 12–10           | 26–16           | 1–4             | 486–223     | 486–223     |
| Ranking di fine anno      | 346           | 178           | 111             | 24              | 18              | 61              | 37              | 61              | 11              | 12              | 9               | 6             | 1             | 1     | 12              |                 | 237             | 62              | 24              |                 | $ 7,261,296 | $ 7,261,296 |

### Doppio misto nei tornei del Grande Slam
| Torneo                 | 2005          | 2006          | 2007          | 2008 | 2009          | 2010          | 2011          | 2012 | 2013          | 2014          | 2015          | 2016 | 2017 | ... | 2021 | 2022 | 2023 | Titoli | V–S   |
| ---------------------- | ------------- | ------------- | ------------- | ---- | ------------- | ------------- | ------------- | ---- | ------------- | ------------- | ------------- | ---- | ---- | --- | ---- | ---- | ---- | ------ | ----- |
| Australian Open        | A             | 1T            | 1T            | F    | V             | A             | A             | SF   | QF            | F             | SF            | SF   | F    |     | A    | QF   | F    | 1 / 12 | 32–11 |
| Open di Francia        | A             | 1T            | 2T            | A    | 1T            | A             | 1T            | V    | 1T            | 2T            | 1T            | F    | QF   |     | A    | 2T   | A    | 1 / 11 | 17–10 |
| Wimbledon              | 2T            | 3T            | 2T            | 2T   | 3T            | A             | QF            | 2T   | QF            | 3T            | QF            | 2T   | 3T   |     | 3T   | SF   | A    | 0 / 14 | 28–14 |
| US Open                | A             | 1T            | QF            | A    | 2T            | A             | 1T            | QF   | 1T            | V             | 1T            | 2T   | 1T   |     | 1T   | A    | A    | 1 / 11 | 14–10 |
| Giochi Olimpici        |               |               |               |      |               |               |               |      |               |               |               |      |      |     |      |      |      |        |       |
| Giochi olimpici estivi | Non disputato | Non disputato | Non disputato | A    | Non disputato | Non disputato | Non disputato | QF   | Non disputato | Non disputato | Non disputato | 4ª   | ND   | ND  | A    | ND   | ND   | 0 / 2  | 3–3   |

## Vittorie contro giocatrici Top 10
| Stagione | 2005 | 2006 | Totale |
| Vittorie | 2    | 1    | 3      |

| #    | Giocatrice         | Ranking | Evento                            | Superficie | Turno | Punteggio     | Rank. SMR |
| ---- | ------------------ | ------- | --------------------------------- | ---------- | ----- | ------------- | --------- |
| 2005 |                    |         |                                   |            |       |               |           |
| 1.   | Svetlana Kuznecova | 7       | Dubai Tennis Championships, Dubai | Cemento    | 2T    | 6-4, 6-2      | 97        |
| 2.   | Nadia Petrova      | 9       | San Diego Open, San Diego         | Cemento    | 2T    | 6-2, 6-1      | 59        |
| 2006 |                    |         |                                   |            |       |               |           |
| 3.   | Martina Hingis     | 8       | Korea Open, Seul                  | Cemento    | 2T    | 4-6, 6-0, 6-4 | 59        |